# Donco
Donco (in lingua russa Донцо) è una città della Russia, sul fiume Oredež, nell'Oblast' di Leningrado.